# Atribalus capensis
Atribalus capensis är en skalbaggsart som först beskrevs av Lewis 1894.  Atribalus capensis ingår i släktet Atribalus och familjen stumpbaggar. Inga underarter finns listade i Catalogue of Life.